# Willem I van Cranendonck
Willem I van Cranendonck (voor 1243 - tussen 14 november 1282 en 22 mei 1289) was de zoon van Engelbert van Horne (1242) en Ermegard van Mierlo. Hij was de eerste die zich heer van Cranendonck noemde. Ook was hij heer van Eindhoven. Hij gebruikte het wapen van Horne.
Willem was vermoedelijk getrouwd met Katharina van Kessel (ca. 1245 - na 1306). Een van hun kinderen was Willem II van Cranendonck.
Bekende voorouders van Katharina zijn:
- (1) Willem van Kessel (ca. 1210 - ca. 1261)
  - (2) Hendrik V van Kessel (ca. 1180 - na 1236) en Uthelhildis van Hengebach, stichtten de parochiekerk van Kessel (Limburg)
    - (3) Hendrik IV van Kessel (ca. 1160 - ca. 1200) en Alveradis van Cuyk (ca. 1165 - na 1226), hertrouwd met Dirk II van Zeeland Van Voorne
      - (4) Hendrik III van Kessel (ca. 1140 - voor 1189) en Alverade van Merum
        - (5) Hendrik II van Kessel (voor 1100 - 1144)

      - (4) Hendrik II van Cuyck van Malsen (ca. 1140 - 1204), heer van Cuijk en Herpen, burggraaf van Utrecht, voogd van het kapittel van Sint-Jan te Utrecht, kruisvaarder, en Sophia van Rhenen (ca. 1140 - 1191), erfdochter van Herpen
        - (5) Herman van Cuijk (1100-1170) en een dochter van Otto II van Chiny en Adelheid van Namen (1068 - 1124)
        - (5) Dirk van Rhenen (ca. 1110 - 1176), burggraaf van Utrecht, en een dochter van Hendrik van Bierbeek